# 周紹縉
周紹縉（?—?），福建宁化縣人，清朝政治人物、同進士出身。
乾隆十三年（1748年）戊辰科進士，擔任定遠縣知县。